# ブルガス国際空港
ブルガス国際空港（ブルガスこくさいくうこう、英: Burgas International Airport）は、ブルガリア共和国ブルガス州ブルガスに存在する国際空港。

## 概要
1927年、フランスのCIDNA（エール・フランスの前身の一つ）が空港の運用を開始。1990年代以降、黒海に面したブルガスがリゾート地として開発されると乗り入れ路線が拡大し、利用者数も増加した。

## 就航路線
| 航空会社                 | 就航地                                                              |
| ------------------------ | ------------------------------------------------------------------- |
| エアリンガス             | 季節運航: ダブリン                                                  |
| ブルガリア航空           | ソフィア、ヴァルナ 季節運航：モスクワ (シェレメーチエヴォ)          |
| ルクスエア               | 季節運航：ルクセンブルク                                            |
| ノルウェー・エアシャトル | 季節運航：オスロ、コペンハーゲン                                    |
| ロシア航空               | 季節運航：サンクトペテルブルク                                      |
| S7航空                   | モスクワ (ドモジェドヴォ) 季節運航：ノボシビルスク                  |
| スマートウィングズ       | 季節運航：Bratislava、Brno、ブダペスト、Košice、Ostrava、プラハ     |
| ウラル航空               | 季節運航：エカテリンブルク                                          |
| ウィズエアー             | ロンドン 季節運航：ブダペスト、Katowice、Poznan、プラハ、ワルシャワ |

## 事件と事故
- 2012年7月18日、空港から発着する観光バスが爆弾テロ攻撃を受け、イスラエル人の観光客6人が死亡する事件となった[1]。2013年2月5日、ブルガリア政府は、ヒズボラ関係者2名がテロに関与したと発表を行った[2]。